# Brama Poznańska w Bydgoszczy
Brama Poznańska w Bydgoszczy – historyczna brama miejska wchodząca w skład murów obronnych Bydgoszczy. Została rozebrana w latach 30. XIX wieku przez władze pruskie.

## Historia

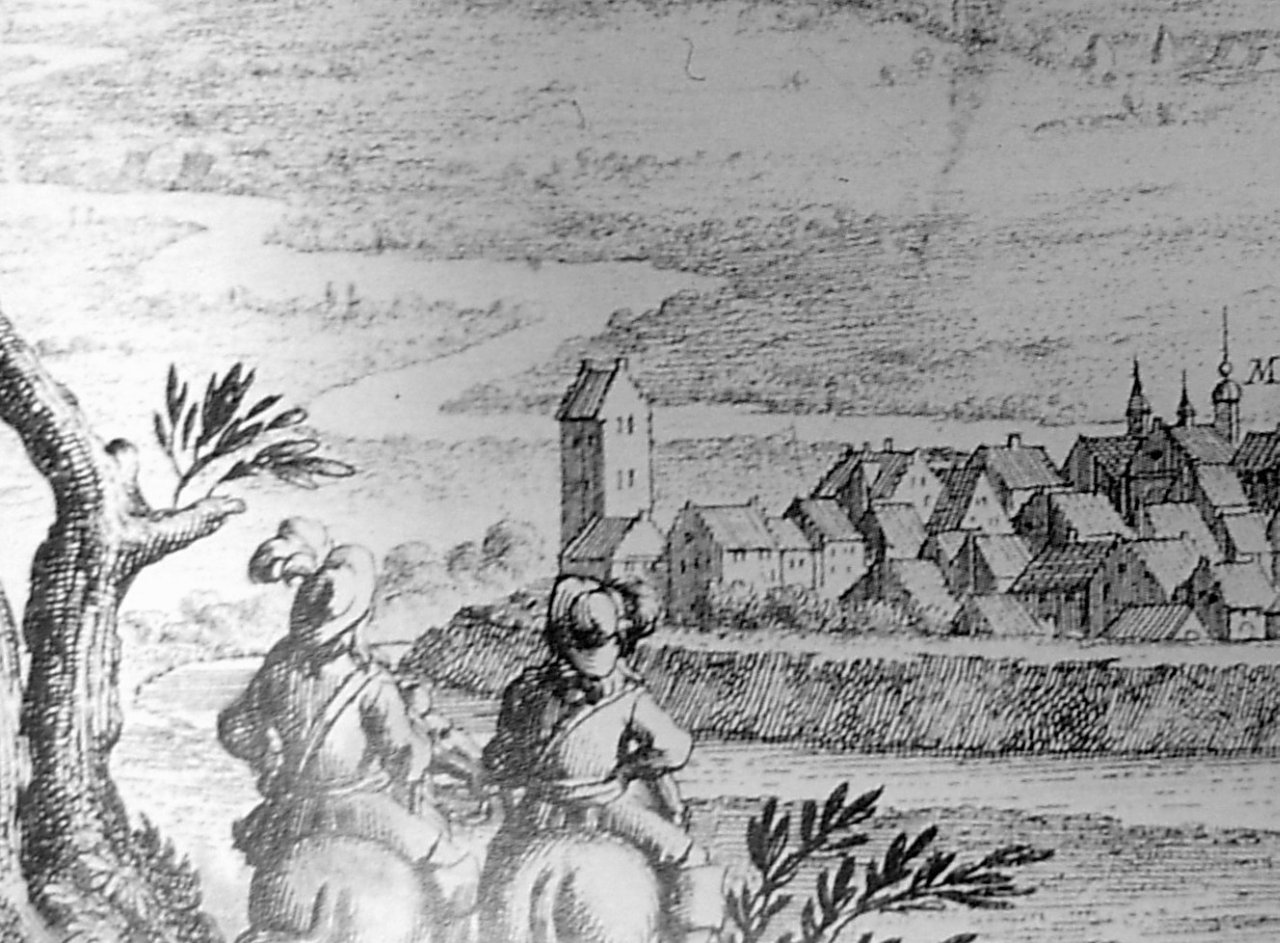
Brama Poznańska (na pierwszym planie) na sztychu Bydgoszczy Erika Dahlberga z 1657 roku. Z boku oznaczona literą M wieża jednego z budynków mennicy bydgoskiej

Brama Poznańska – nazywana także Chwytowską, położona była w południowo-zachodniej części miasta, przy końcu ulicy Długiej. Strzegła ona dróg wylotowych z miasta prowadzących w kierunku Poznania i Nakła.
Jest ona dość dobrze udokumentowana na ikonografii np. na rysunkach Erika Dahlberga z 1657 roku i Johanna Rudolfa Storna z 1661 roku.
Pierwsza wzmianka pisana o Bramie Poznańskiej pochodzi z 1620 roku i następna z 1667 roku, aczkolwiek można przypuszczać, że wzniesiono ją o wiele wcześniej, gdyż np. kronika bernardynów z 1604 roku. wymienia trzy istniejące w Bydgoszczy bramy miejskie.
Budowla powstała w formie drewnianej prawdopodobnie w II połowie XIV wieku, a murowanej – wiek później. Zniszczona wskutek pożaru w 1547 roku została w II połowie XVI wieku odbudowana. Następnie remontowano ją również w 1634 roku i po potopie szwedzkim.
Forma i rzut Bramy Poznańskiej jest bardzo podobny do Bramy Kujawskiej, co pozwala postawić hipotezę, iż zostały one zbudowane w tym samym czasie i według tej samej koncepcji architektonicznej. Obie wymienione bramy zamykały po przeciwnych stronach najdłuższą ulicę bydgoskiego miasta lokacyjnego – ul. Długą.
Jednakże w przeciwieństwie do swojej odpowiedniczki Brama Poznańska nie była tak bardzo predestynowana do funkcji obronnej: nie posiadała przedbramia, a w XVII wieku została nadbudowana i przykryta dwuspadowym dachem.
Podczas Powstania Kościuszkowskiego 2 października  1794 r. przez Bramę Poznańską wtargnęły do miasta wojska polskie pod wodzą generała Henryka Dąbrowskiego i Franciszka Rymkiewicza. Ten ostatni w swoim raporcie ocenił bramę jako „mocną”.
Po zajęciu miasta przez Prusy budowla niepotrzebna już ze względów militarnych pełniła jeszcze jakiś czas rolę aresztu oraz rogatki miejskiej, przy której pobierano podatek wjazdowy.
Z powodu niskiego i wąskiego przejazdu brama została rozebrana w 1828 roku, a w 1835 roku zniesiono także rogatki.
Na przedpolu rozebranej bramy ukształtował się miejski plac zwany Wełnianym Rynkiem.

## Charakterystyka
Brama Poznańska była przejazdową wieżą bramną o wymiarach w rzucie: 7,5 × 8,5 metra i grubości ścian 1,6 metra. Szerokość brukowanego przejazdu wynosiła 3,7 metra. Budowla włączona była w ciąg murów obronnych, które dobijały do jej boków na wysokości ściany frontowej.
Chociaż na widoku Erika Dahlbergha przedstawiona jest jako czterokondygnacyjna budowla, nakryta dwuspadowym dachem z ozdobnymi szczytami, to uznaje się, że rysownik powiększył ją, a w rzeczywistości nad przejazdem znajdowały się tylko dwie kondygnacje użytkowe oraz poddasze. Budowla podzielona była na kondygnacje drewnianymi stropami. Komunikację zapewniała drabina, lub wewnętrzne drewniane schody.
Brama posiadała dwuskrzydłowe wrota, bronę i most przerzucony nad fosą miejską. W przypadku zagrożenia przeprawę niszczono i wtedy budowla stawała się samodzielnym, trudnym do zdobycia punktem oporu. Później, pomiędzy latami 1657–1774, fosa została na tym odcinku zasypana, przez co brama uzyskała stałe połączenie z Przedmieściem Poznańskim.

## Badania archeologiczne
Pozostałości budowli w postaci silnie zniszczonego kamienno-ceglanego fundamentu, odsłonięto podczas nadzorów archeologicznych na wysokości budynku przy ulicy Długiej 2. Północno-zachodni narożnik obiektu odkryto także w 1933 roku w trakcie budowy kamienicy przy ulicy Długiej 5.